# Jacek Bąk
Jacek Waldemar Bąk (izgovarjava v poljščini [ˈjatsɛk ˈbɔŋk]), poljski nogometaš, * 24. marec 1973, Lublin, Poljska.
Bąk je nekdanji nogometni branilec in član poljske nogometne reprezentance, s katero je nastopil na 96 tekmah in zadel tri gole. Udeležil se je Svetovnih prvenstev 2002 in 2006 ter Evropskega prvenstva 2008, po katerem je končal kariero v reprezentanci. V klubski karieri je deset let nastopal v Franciji, najprej pri Lyonu, pozneje pa pri Lensu. Po dveh letih pri katarskem klubu Al Rayyan se je leta 2008 priključil dunajski Austrii, kjer je leta 2010 končal svojo igralsko kariero.